# One-Thing-At-a-Time O'Day
Pour plus de détails, voir Fiche technique et Distribution.
One-Thing-At-a-Time O'Day est un film muet américain réalisé par John Ince, sorti en 1919.

## Fiche technique
- Titre original : One-Thing-At-a-Time O'Day
- Réalisation : John Ince
- Assistants de réalisation : Webster Cullison, Fred Warren
- Scénario : George D. Baker, d'après une histoire de William Dudley Pelley
- Photographie : Eugene Gaudio, Robert Kurrle
- Société de production : Metro Pictures Corporation
- Société de distribution : Metro Pictures Corporation
- Pays d’origine :  États-Unis
- Langue originale : anglais
- Format : noir et blanc — 35 mm — 1,33:1 — Film muet
- Genre : Comédie
- Durée : 5 bobines
- Dates de sortie :
  - États-Unis : 23 juin 1919

## Distribution
- Bert Lytell : Stradivarius O'Day
- Joseph Kilgour : Charley Carstock
- Eileen Percy : Prarie-Flower Marie
- Stanton Heck : Gorille Lawson
- William A. Carroll : MacLeod
- Jules Hanft : Billings
- John Hack : Roughneck M'Dool
- Bull Montana : rôle indéterminé